# Synodontis ngouniensis
Synodontis ngouniensis är en fiskart som beskrevs av De Weirdt, Vreven och Fermon 2008. Synodontis ngouniensis ingår i släktet Synodontis och familjen Mochokidae. Inga underarter finns listade i Catalogue of Life.